# Artur Jędrzejczyk
Artur Marcin Jędrzejczyk (n. 4 noiembrie 1987, Dębica, Polonia) este un fotbalist polonez care joacă pe postul de fundaș pentru FC Krasnodar în Prima Ligă Rusă. A fost convocat de Adam Nawałka la Campionatul European de Fotbal 2016.

## Carieră

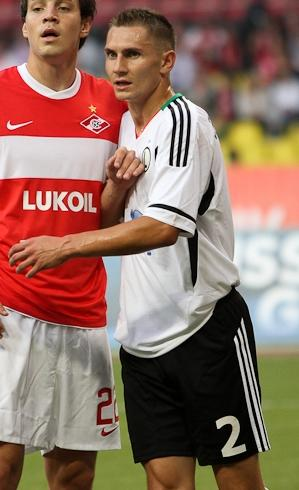
Jędrzejczyk la Legia în 2011

În luna august a anului 2006, Jędrzejczyk a plecat de la Igloopol Dębica și a semnat cu Legia. El și-a petrecut două sezoane la echipe din ligile inferioare poloneze, unde a fost împrumutat, revenind la Legia pentru sezonul 2009-2010.
Pe 7 august 2010, el a marcat un hat-trick împotriva lui Arsenal Londra, într-un meci amical. Meciul s-a încheiat cu scorul de 5-6 pentru Arsenal.
Pe 30 mai 2013 a semnat un contrat pe 3 ani cu FC Krasnodar, prelungit pentru încă doi ani în decembrie 2014. Este din nou împrumutat la Legia Varșovia la sfârșitul anului 2015.

## Carieră la națională
Pe 12 octombrie 2010 a debutat pentru echipa națională a Poloniei într-un meci amical împotriva Ecuadorului, înlocuindu-l pe Lukasz Piszczek. Meciul s-a încheiat cu o remiză, 2-2. Primul gol marcat la națională a venit pe 14 decembrie 2012, într-un meci cu Macedonia, cel de-al doilea marcându-l în noiembrie 2014 cu Elveția.
Pe 30 octombrie 2013 a fost convocat pentru meciurile amicale cu Slovacia și Irlanda.
În decembrie 2014 s-a căsătorit cu Agnieszką.